# Fred C. Newmeyer
Fred C. Newmeyer (* 9. August 1888 in Central City, Colorado; † 24. April 1967 in Woodland Hills, Kalifornien) war ein US-amerikanischer Schauspieler und Filmregisseur, ein Veteran der stummen Slapstick-Komödie.

## Leben und Wirken
Newmeyer besuchte in Denver das Sacred Heart College und zeigte sich dort als sportbegeistert. Nach seinem Schulabschluss arbeitete er drei Jahre lang als Baseball-Profi, ehe er 1913 zum Film stieß. Anfänglich von der Produktionsfirma Universal als Statist und Kleindarsteller beschäftigt, stieg Newmeyer zum Regieassistenten auf. Ende 1920 durfte er, in Zusammenarbeit mit dem Kollegen Sam Taylor, erstmals Regie führen.
In den kommenden fünf Jahren bildeten er und Taylor bei einer Reihe von Komödienklassikern des Stummfilmstars Harold Lloyd, an dessen Seite Newmeyer bereits als Schauspieler in zahlreichen Lonesome Luke-Kurzfilmgrotesken mitgespielt hatte, ein festes Gespann. Vor allem Lloyds Ausgerechnet Wolkenkratzer! gilt als Meisterwerk früher Slapstick-Comedy. Während Taylor sich vorwiegend um die komödiantischen Anteile der Lloyd-Filme kümmerte, war Newmeyer für die Stunts und die Action-Sequenzen verantwortlich.
Nach der Trennung von Lloyd und Taylor Mitte der 1920er Jahre begann Newmeyers stetiger Abstieg. Bis zum Ende der Stummfilmära inszenierte er für unterschiedliche Produktionsfirmen nur noch sporadisch erfolgreiche Filme (unter anderem mit Slapstick-Star Larry Semon, dem Komiker W.C. Fields und dem Charakterinterpreten George Bancroft). Die meisten von Newmeyers Spätwerken seit Anbruch des Tonfilmzeitalters waren jedoch B- und C-Produktionen. Gegen Ende seiner Karriere inszenierte Fred Newmeyer auch einige Kurzfilmkomödien mit den Kleinen Strolchen.

## Filmografie (Auswahl)
Regisseur
- 1920: "Er" im Schlafwagen (Now or Never, Ko-Regie)
- 1921: "Er" als zwanzigfacher Familienvater (I Do, Ko-Regie)
- 1921: "Er" auf Fuchsjagd (Among Those Present, Ko-Regie)
- 1921: "Er" im Paradies (Never Weaken, Ko-Regie)
- 1921: Matrose wider Willen (A Sailor-Made Man)
- 1922: Großmutters Liebling (Grandma’s Boy)
- 1922: Dr. Jack (Doctor Jack)
- 1923: Ausgerechnet Wolkenkratzer! (Ko-Regie)
- 1923: Lieber krank als sorgenfrei (Why Worry ?, Ko-Regie)
- 1924: Foolish Men and Smart Women
- 1924: Mädchenscheu (Girl Shy, Ko-Regie)
- 1924: Das Wasser kocht (Hot Water, Ko-Regie)
- 1925: Der Sportstudent (The Freshman, Ko-Regie)
- 1925: Sieben Schlüssel zu einem Schloß (Seven Keys to Baldpate)
- 1925: The Perfect Clown
- 1926: The Savage
- 1926: The Quarterback
- 1926: The Lunatic at Large
- 1927: Ein Gaunerparadies (Too Many Crooks)
- 1927: On Your Toes
- 1927: Mein Pappi (That’s My Daddy)
- 1928: Warming Up
- 1928: The Night Bird
- 1928: It Can Be Done
- 1929: Morgan’s Maurauders
- 1929: The Rainbow Man
- 1929: Sailor’s Holiday
- 1929: The Grand Parade
- 1930: Queen High
- 1930: Fast and Loose
- 1931: Subway Express
- 1931: Discarded Lovers
- 1932: They Never Came Back
- 1932: The Fighting Gentleman
- 1933: Easy Millions
- 1934: The Big Race
- 1934: Lost in the Legion
- 1934: The Moth
- 1935: No Ransom
- 1935: Secrets of Chinatown
- 1936: General Spanky (Ko-Regie)
- 1937: Male and Female
- 1941: Rodeo Rhythm
- 1943: Scream in the Night